# Candarave (distrito)
Candarave é um distrito do Peru, departamento de Tacna, localizada na província de Candarave.

## Transporte
O distrito de Candarave é servido pela seguinte rodovia:
- PE-36A, que liga o distrito de Moquegua (Região de Moquegua) à Ponte Desaguadero (Fronteira Bolívia-Peru) - e a rodovia boliviana Ruta 1 - no distrito de Desaguadero (Região de Puno)
- TA-103, que liga o distrito à cidade de Tarata
- TA-105, que liga o distrito de Ilabaya à cidade [1][2][3]